# Tramway de Turin
Le réseau de tramway de Turin, géré par le Gruppo Torinese Trasporti (GTT), fait partie du système de transport en commun de la capitale piémontaise et est le plus ancien réseau de tramway d'Italie, les premières lignes de tramways hippomobiles ayant vu le jour en 1871. Le réseau actuel mesure 88,5 km de long pour une longueur de 167 km de voies en activité pour un total de voies de 220 km, et compte sept lignes urbaines régulières et deux lignes événementielles. En outre, une ligne touristique, le tramway Sassi-Superga, est aussi géré par la GTT mais n'est pas compté comme une ligne urbaine ; par simplicité de lecture, il est listé dans le présent article.

## Histoire

### De 1871 à 1948

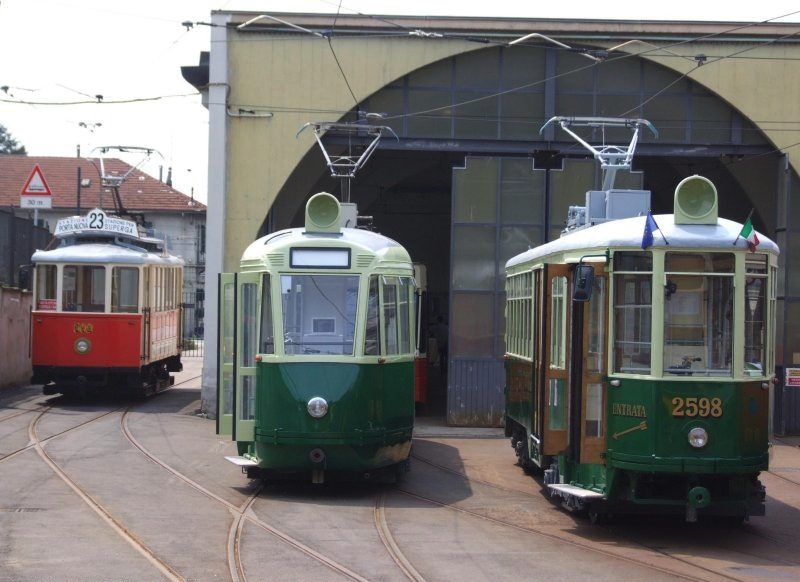
Quelques anciens tramways conservés.

À l'époque du Risorgimento, deux lignes d'omnibus à cheval circulaient déjà depuis 1845, mais la première concession pour des véhicules remorqués par des tramways hippomobiles remonte à 1871, : la concession fut attribuée à l'ingénieur Zaverio Avenati, responsable de la Société belge-turinoise des tramways (SBT), société à capitaux belges. En quelques années, la SBT a porté à neuf le nombre de lignes en circulation.
En 1881, une autre société voit le jour, la Società Torinese di Tramways e ferrovie economiche (STT), qui prend en charge la gestion de trois nouvelles lignes,. À partir de 1895-1896, on discute de la nécessité de moderniser le réseau de tramway à chevaux avec son électrification. Il y avait deux courants de pensée : le premier considérait les accumulateurs comme le meilleur moyen de faire fonctionner les tramways, tandis que la ligne aérienne était soutenue par divers spécialistes, dont Galileo Ferraris, qui était également conseiller municipal de Turin. Entre-temps, SBT et STT étaient devenus une seule et même entreprise et la municipalité de Turin souhaitait soumettre l'exploitation à la concurrence. La ville saisit ainsi l'occasion de l'électrification pour attribuer en 1897 (quelques semaines après le décès de Galileo Ferraris) une troisième concession à la Società Anonima Elettricità Alta Italia (SAEAI), ancien distributeur italien de Siemens. La SAEAI s'est donc engagé à installer les premières lignes de tramways électriques, alimentées par ligne aérienne de contact.
À partir de 1901, les arrêts fixes sont introduits le long des lignes. En 1907, la SAEAI est municipalisée donnant naissance à l'Azienda Tranvie Municipali (ATM),. En 1922, le réseau STT-SBT a été intégré à l'ATM et le processus d'unification du réseau a commencé. Il a fallu quelques années pour réorganiser le réseau et les anciens véhicules SBT et STT, dont les lignes étaient auparavant marquées par des lettres et non des chiffres et exploitées avec des tramways vert alors que l'ATM avait des tramways rouges et crème, la fusion achevée en 1928 avec un réseau de 144 km de lignes. En 1931, le tramway est complété le réseau de trolleybus de Turin construit par la Compagnia Generale di Elettricità.
Le réseau atteint son apogée avec 192 km de lignes en 1940 puis le déclenchement de la Seconde Guerre mondiale a bloqué tout développement.

### De 1949 à 1982

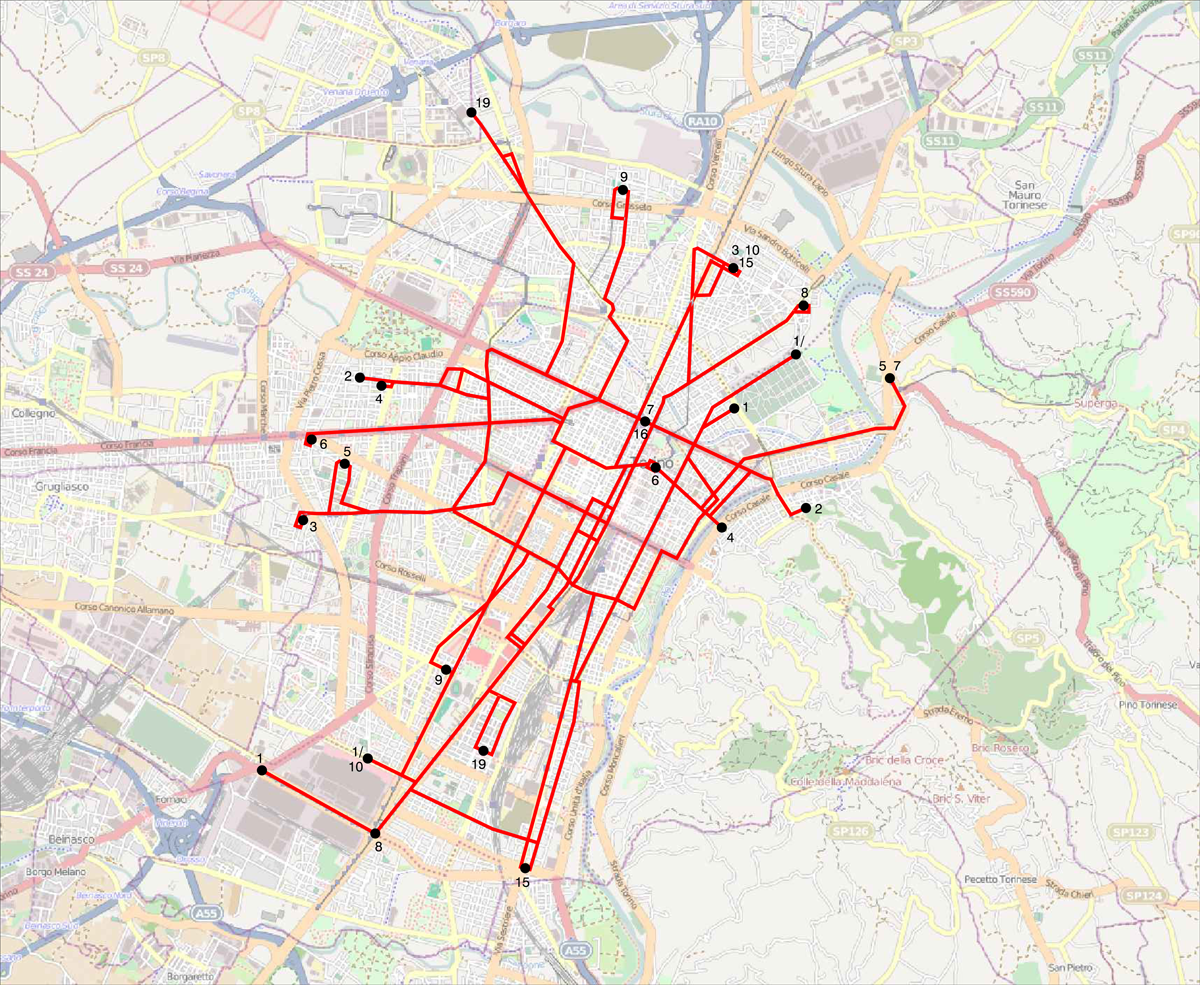
Le réseau exploité juste avant la réforme de mai 1982.

L'année 1949 fut l'année de l'expansion maximale du réseau, qui comprenait vingt-trois lignes. Le déclin a commencé dans les années 50 avec la suppression de cinq lignes (1, 2, 11, 20 et 23) malgré la forte augmentation de la population urbaine et la mise en service des premières rames articulés de la série 2700, de plus de 18 mètres de long ; l'indice 1 est réattribué à une nouvelle ligne.
Dans les années soixante, avec l'avènement de l'automobile, le tramway marquait le pas et d'autres lignes furent supprimées à la suite d'une réforme mise en œuvre en 1966, qui supprima notamment la plupart des lignes traversant le Pô : 4, 5/, 7, 12, 13, 13/, 17, 18 et 21, les lignes 3, 6, 14, 15 et 19 sont réorganisées et voient leurs parcours le plus souvent réduit, la ligne 4/ est fusionnée avec la 4 et les lignes 1/ et 8/ sont créées ; les treize lignes qui subsistaient desservaient encore presque tous les quartiers de la ville et étaient structurées cette année-là sur les tracés suivants :
- 1 Via Catania - Corso Settembrini
- 1/ Corso Regio Parco - Corso Tazzoli
- 3 Borgata Monterosa - Via Brissogne
- 4 Via Salbertrand - Piazza Gran Madre
- 5 Piazza Robilant - Piazza Modena (Sassi)
- 6 Via Fidia - Via Assietta
- 8 Via Paroletti - Piazza Galimberti
- 8/ Via Monza - Piazza Caio Mario
- 9 Via Massari - Corso Sebastopoli
- 10 Via Lauro Rossi - Corso Tazzoli
- 14 Piazza Villari - Via San Quintino
- 15 Via Lauro Rossi - Corso Maroncelli
- 16 Piazza della Repubblica (circulaire)
- 19 Via Amati (Venaria Reale) - Via Magellano
- 22 Piazza Campanella - Piazza Toselli (renommée ligne 2 en 1967)

Dans les années soixante-dix, le réseau de tramway a, à certains égards, repris timidement son expansion : la ligne 5 a été étendue d’un côté à la place Coriolano et de l’autre à via Fattori, les lignes 3, 10 et 15 ont été étendues à la rue Largo Gottardo et la 19 rejoint la place Galimberti. Une nouvelle ligne 7 est également créée de la piazza della Repubblica à Sassi. D'autre part, la ligne 6 est limitée à la place Castello, les lignes 8 et 8/ sont unifiées et la ligne 14 supprimée en 1979 tandis que la ligne 19 est modifiée et que les tramways quittent la via Garibaldi nouvellement piétonnisée.

### De la réforme de 1982 à 1999

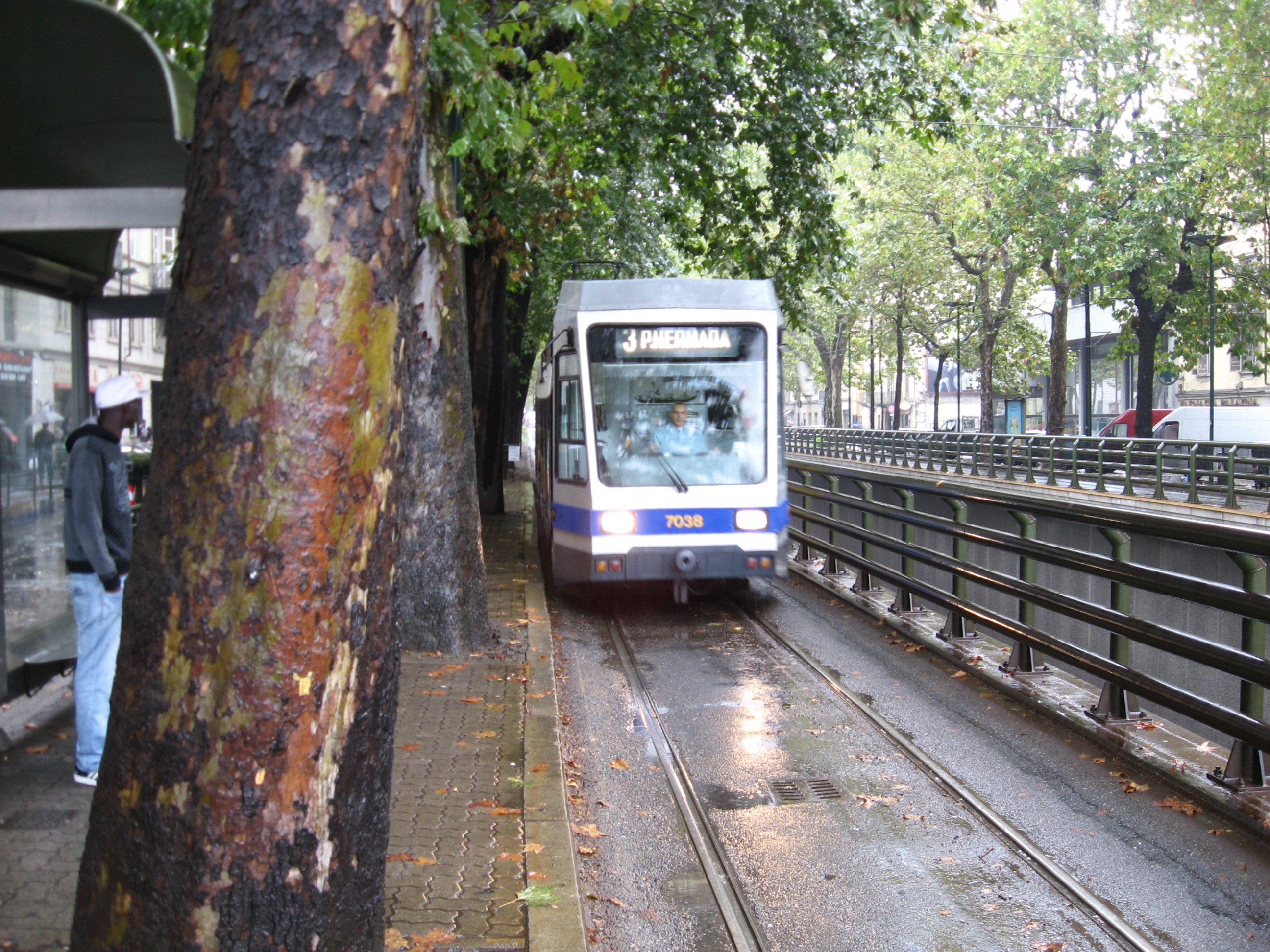
Rame de la série 7000, radiée en 2013.

Le 2 mai 1982, la municipalité de Turin a mis en œuvre une profonde refonte du réseau de tramway visant à remplacer la structure radiale d'origine par un système de grille qui permettrait également d'éliminer les troncs communs, jugés non rentables par la suite. Le résultat a été un réseau entièrement repensé dans lequel certaines lignes préexistantes ont été fusionnées en une seule relation, comme dans le cas de la nouvelle ligne 18, qui est grossièrement une fusion des anciennes lignes 1 et 8 ; dans le même temps, certaines lignes de ont également été modifiées ou supprimées.
Ce projet prévoyait également la construction de 5 lignes selon ce que l’on appelait à l’époque le métro léger, numérotées de 1 à 5, qui auraient dû représenter les lignes majeures avec des longues sections en site propre, soutenues par des lignes de tramway traditionnelles (lignes 10, 13, 14, 15, 16 circulaires, 17 et 18). En pratique, seule la ligne 3 a été construite, partiellement activée en 1987 jusqu'au terminus temporaire de Corso Tortona / Corso Belgio, dans l'attente de l'achèvement du franchissement du Pô et jusqu'à la Piazza Hermada, celles-ci n'ayant été inaugurées qu'en 1989. Pour l'exploitation de cette ligne, Fiat Ferroviaria a construit la série 7000 qui a été commandée initialement à 100 exemplaires et dont seules 51 furent finalement achetées, le reste du projet de métro léger ayant été abandonné et les lignes 2 et 5 ont finalement vu le jour en tant que lignes de bus.
Même les lignes de tramway 14 et 17 sont exploitées en bus depuis leur création, car la construction presque complète des infrastructures était nécessaire. Dans les mois qui ont suivi la réforme, la ligne 12 a été créée pour combler les lacunes laissées par la suppression des lignes 9 et 19 du réseau préexistant. en 1998, elle est également devenue une ligne de bus ; en 2002, la ligne a été divisée en deux lignes distinctes prolongées aux deux extrémités : 11 (du Corso Stati Uniti à Venaria Reale) et 12 (du centre-ville vers Mirafiori Nord).
À l'occasion de la Coupe du monde de football de 1990, la ligne 9 a été créée en utilisant une partie des voies construites pour la ligne 3 et une partie des voies existantes, adaptées de manière appropriée pour faire de la ligne 9 une deuxième ligne de métro léger. La ligne 9 était initialement gérée avec les rames de la série 5000, achetées en 54 unités, afin de compléter le bon de commande de la série 7000 ; ensuite, jusqu'en 2002, les rames de la série 7000 sont utilisés sur la ligne 9, de manière à pouvoir utiliser les rames de la série 5000, à plancher bas, sur les lignes 4 et 10. La ligne 9 devenait ainsi le lien entre l'ancien centre des expositions de Torino Esposizioni avec le quartier de Barriera di Lanzo. À l’occasion des matches de football, la ligne 9 et la ligne 3 déroutée desservent le Stadio delle Alpi — remplacé par l'actuel Juventus Stadium —, via la nouvelle ligne de tramway en site propre, qui, entre 2002 et 2007, était exploitée avec bus, à cause des travaux du métro.

### Depuis 2000

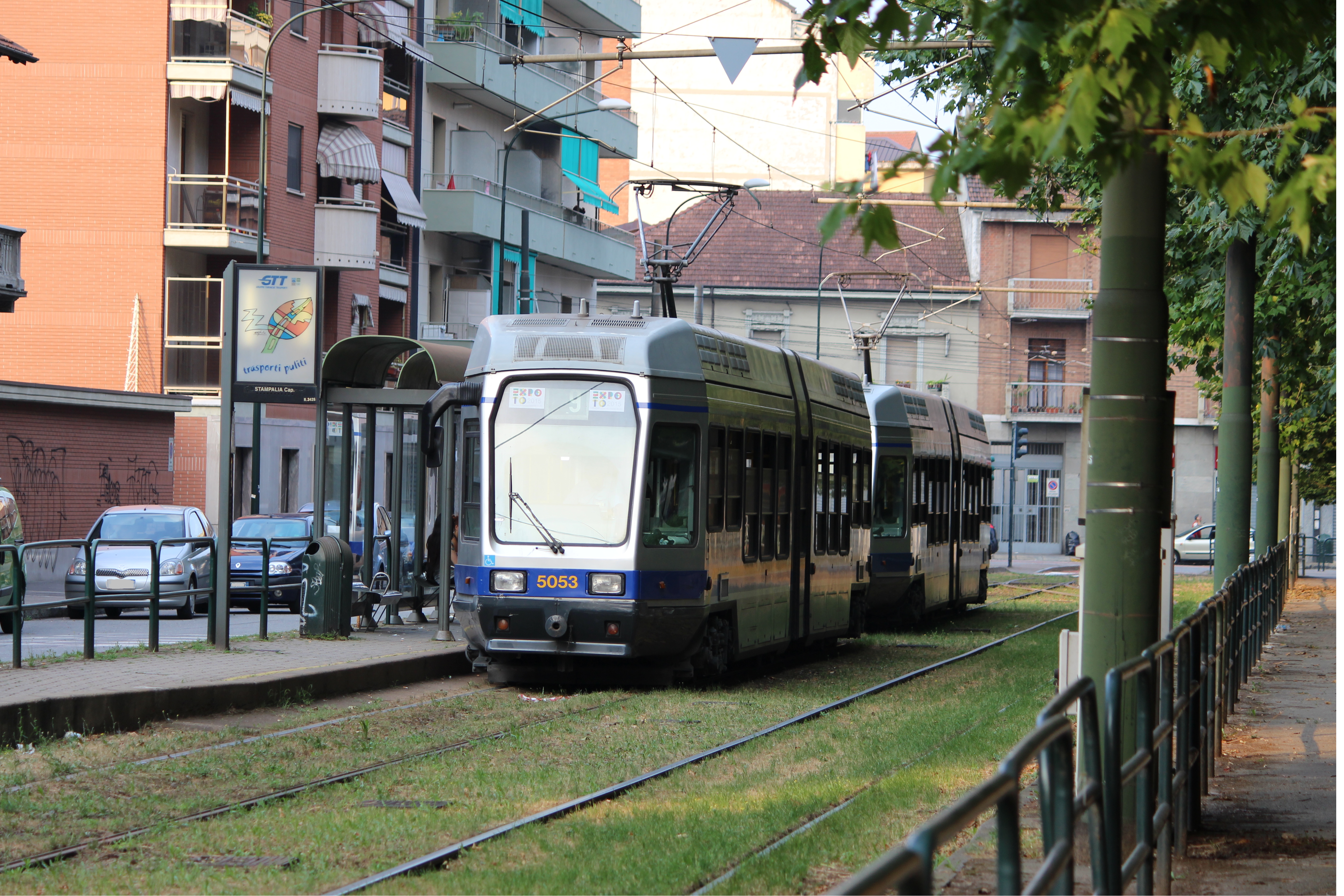
Rame de la série 5000.

Au début des années 2000, la ligne 4 a été profondément transformée : outre la réfection des tronçons existants, le tracé a été allongé aux deux extrémités. La première extension a été construite au sud par la Piazza Caio Mario jusqu'à Strada del Drosso. Par la suite, une extension a été construite au nord, activée tout d'abord par la Piazza Donatori di Sangue (hôpital Giovanni Bosco) sur la Piazza Derna, puis jusqu'à la route de la Cascinette, pour s'installer dans la configuration actuelle jusqu'au quartier de Falchera, accessible par le tunnel de tramway nouvellement construit et qui permet de surmonter la voie ferrée et l'autoroute Turin-Milan. La ligne 4 est passée des 10 km d'origine aux 18 km actuels, dont beaucoup se trouvent dans des zones en site propre.
Le 31 janvier 2002, les tramways des lignes 1 et 9 sont temporairement remplacés par des bus en raison des travaux de construction de la ligne 1 du métro de Turin sur le Corso Vittorio Emanuele II : si pour la ligne 1 ce retrait est devenu définitif avec la mise en service du métro, la ligne 9 retrouvera ses tramways le 10 septembre 2007 avec un an de retard sur le planning initial ; À partir de 2007, l'extension du métro sous la Via Nizza provoque le retrait des tramways de la ligne 18 et leur remplacement par des bus avec un parcours modifié en 2011 : elle était limitée à Piazzale Caio Mario, en introduisant le passage dans les deux sens par la gare de Turin-Lingotto et en unifiant le tracé des jours de semaine et des jours fériés. Le parcours par le Corso Settembrini, inutilisé par la ligne 18, est actuellement desservi par la ligne 10.
En raison des travaux pour la Passante Ferroviario, à partir d'août 2006, la ligne 10 est limitée en semaine au Rondò della Forca ; la section Porta Susa-via Massari est desservie par la ligne de bus 10 Navetta. Durant les vacances, l’ensemble du parcours (limité toutefois au tracé via Massari-piazzale Caio Mario) est desservi par des bus. Le terminus nord a d'abord été déplacée vers le Rondò della Forca, puis sur la Piazza Statuto. En octobre 2011, la ligne a été prolongée vers le sud le long du Corso Settembrini sur le tracé abandonné par la ligne 18.
Pendant quelques années, à compter de 2002, pendant la période précédant Noël et les "dimanches écologiques", la ligne 13/ était exploitée avec des tramways historiques, qui suivaient la ligne 13 sur le tronçon Piazza Statuto-Piazza Gran Madre. La ligne a également été exploitée pendant toute la durée des Jeux olympiques de Turin 2006. La ligne 13/ a également été activée en 2014 avec une période au cours de laquelle elle a effectué son terminus au Rondò della Forca. En 2015, toutefois, elle a été supprimée au profit de la nouvelle ligne 6 Piazza Statuto-Piazza Hermada exploitée avec des rames bidirectionnelles série 6000 réutilisant le tracé abandonné par la ligne 3 au-delà du Pô.
Parallèlement aux célébrations du 150e anniversaire de l’unification de l’Italie, la ligne 7 a été établie en 2011, desservie par des tramways historiques (comme en 2007 à l’occasion du centenaire de la GTT), dont le parcours variait avec le temps ; à partir de septembre 2012, elle est exploitée les samedis et les jours fériés.
Le 4 décembre 2013, la ligne de tramway 13 a été supprimée et exploitée par bus, ce qui a permis de prolonger son trajet de la place Campanella à la via Servais. À partir du 9 décembre 2013, en raison du retrait des rames bidirectionnelles de la série 7000, la ligne 3 est exploitée uniquement avec des rames unidirectionnelles et est donc limitée à Largo Regina Margherita, en effectuant son demi-tour dans le circuit formé par le corso Tortona et le corso Belgio, où elle effectue son terminus.
Environ deux ans après la suppression de la ligne 13 du tramway, son retour a été annoncé en décembre 2015. En décembre, les travaux de restauration de la ligne aérienne de la via Nicola Fabrizi ont été lancés. dans le même temps, des tests  ont été effectués pour permettre le passage des rames de la série 5000, l'itinéraire n'ayant jamais été testé pour ces véhicules. À partir du 7 janvier 2016, en semaine, l'exploitation du tramway de la ligne 13 (gestion mixte des séries 2800 et 5000) est assurée de la place Gran Madre à la place Campanella et une navette de bus (ligne 13N) est établie pour relier la place Campanella à la Via Servais. Après 21 heures, toujours en semaine, la ligne est entièrement expploitée par bus, la 13N couvrant l’ensemble du trajet reliant Via Servais à Piazza Gran Madre, les jours fériés, elle est exploitée par des bus articulés.
À la mi-août 2016, les travaux de réaménagement de la Piazza Baldissera (anciennement la gare de Turin-Dora),où les voies de la ligne 10 seront reposées, débutent,.
Dès le début du mois d'octobre 2017, la ligne de tramway 6 est supprimée et remplacée par la nouvelle ligne de bus 6, exploitée avec bus électriques sur un itinéraire différent de celui d'origine. Ce choix a été fait pour intercepter un plus grand flux d'utilisateurs et en optimisant les coûts. De plus, cela a permis de mieux utiliser les rames de la série 6000 sur la ligne 10, plus fréquentée, même en tenant compte de la restauration future de l'ancien terminus nord de la via Massari prévue pour 2020. À partir du 2 mai 2018, la ligne 10 a vu son terminus reculé de 2 arrêts, du Rondò della Forca à la Piazza Statuto.
Dans le cadre des travaux de démolition du viaduc du Corso Grosseto, la plateforme du tramway a été déplacée en 2018. La modification, qui concerne la ligne 9 ainsi que les trajets haut le pied pour le dépôt de Venaria, bien que temporaire, durera jusqu’à ce que la plateforme du tramway définitive soit réalisée, avec un raccordement à via Stradella.
En février 2020, le maire de Turin a annoncé le projet de modernisation du réseau de transport GTT, qui prévoit la rénovation, prévue depuis des années, de la ligne 10 jusqu'au terminus nord de via Massari, la rénovation de la ligne 3 jusqu'à Piazza Toselli et une nouvelle ligne 12, qui reliera Corso Lepanto à Via Amati (à la limite avec Venaria) ; ces deux extensions sont prévues pour 2023. En août 2021, la ligne 18, déjà exploitée par autobus, a été supprimée et remplacée, en partie, par la nouvelle ligne de bus 8.

## Le réseau

Plan détaillé du réseau de tramway de Turin (juin 2022)

Le réseau de tramway de Turin comprend dix lignes, dont l'une, la 16, consiste en deux boucles circulaires (16 CS et 16 CD). La ligne 7 a également une structure circulaire, mais est exploitée exclusivement les jours fériés, avant les vacances et pendant les périodes de forte affluence touristique ; de plus, cette ligne est exploitée exclusivement avec du matériel historique. La ligne 9/ est exploitée uniquement lors d'événements sportifs au stade de la Juventus Turin, tandis que la ligne 18 est exploitée temporairement en autobus à cause des travaux d'extension de la ligne 1 du métro de Turin sous la via Nizza. La ligne 13 ne fonctionne qu'en semaine.
À ces relations s’ajoute le tramway à crémaillère Sassi-Superga (3,1 km), officiellement numéroté 79, séparé du réseau urbain et classé en tant que service touristique. Le réseau s'étend sur 220 km de voies doubles (dont 100 km sont en site propre) avec 470 km de câbles souterrains, 696 aiguilles (dont 195 à radiofréquences) et 175 feux de circulation donnant la priorité au tramway. Sur le corso Unione Sovietica et le corso Turati la ligne 4 roule à gauche, cas unique en Italie, afin d'ouvrir les portes du côté droit sur les quais situés sur le terre-plein central bordé d'arbres.
La GTT, conjointement avec l'Associazione Torinese Tram Storici, organise chaque année le Torino Trolley Festival, consacré aux tramways italiens d'époque, avec des services spéciaux sur des tronçons significatifs du réseau.
Le réseau est alimenté par ligne aérienne de contact à une tension de 600 V en courant continu et les rames sont équipées de pantographes. L'écartement des rails est atypique puis qu'il est de 1 445 mm, soit un centimètre de plus que l'écartement standard ; cet écartement atypique est aussi utilisé à Rome et à Milan par exemple.

### Stations

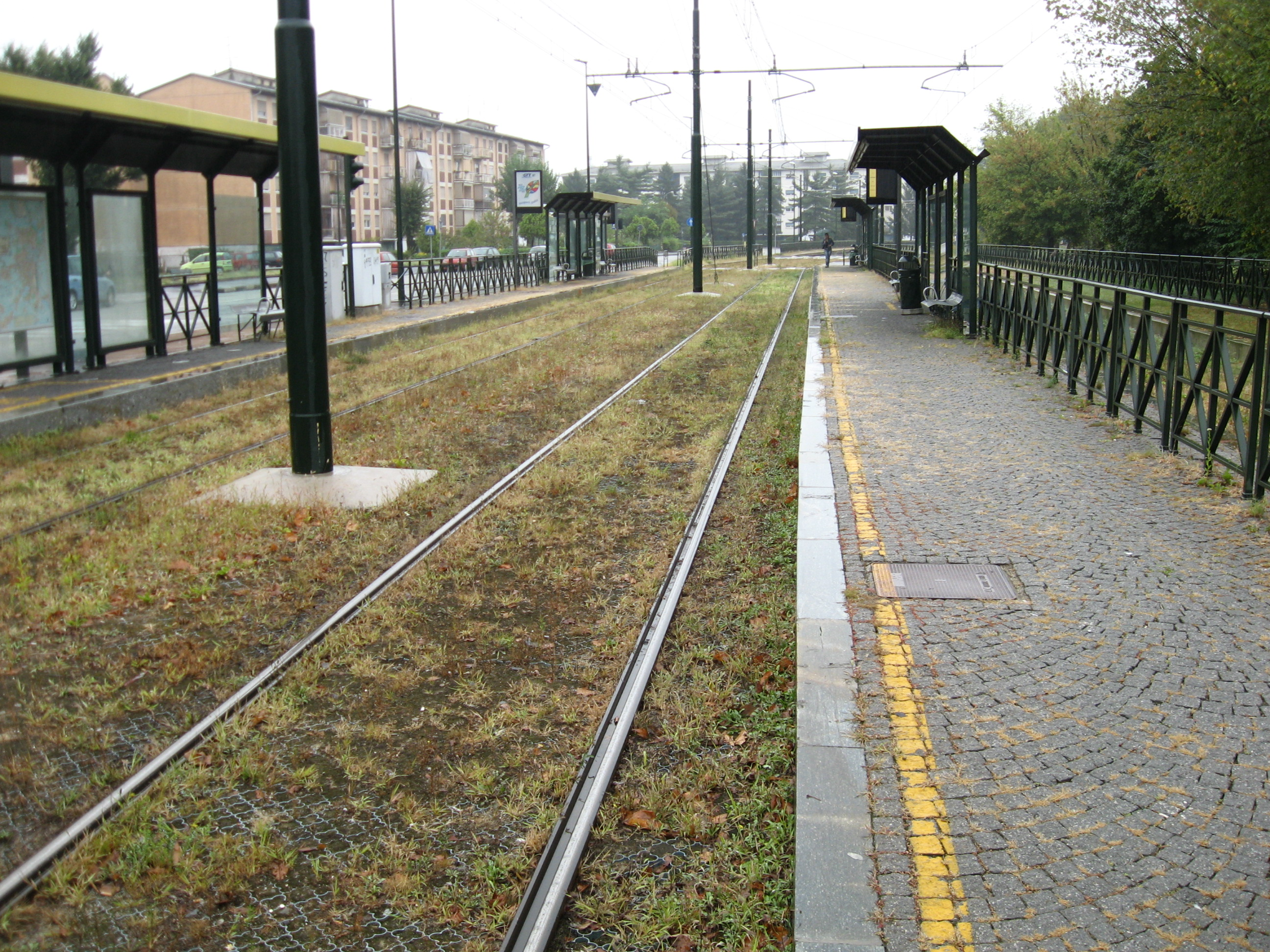
Une station de tramway à Turin.

Le réseau de tramway turinois compte 187 stations dans sa configuration actuelle et la grande majorité sont à quais latéraux, sauf sur le corso Unione Sovietica et le corso Turati où les stations sont à quais centraux et où les trams roulent à gauche car une partie du parc est monodirectionnel avec les portes d'un seul côté.
Les stations se composent, outre le quai en lui-même :
- d'un abri avec banc et poubelles, dont le modèle varie selon les quartiers et les époques de construction ou de rénovation, contenant le plan du réseau et les horaires ;
- d'un totem dont la tête contient les plans schématiques des lignes et, au dos, un espace publicitaire ; sur certains arrêts comme à Vallette le schéma est placé dans l'abri.

Le réseau compte une station souterraine sur l'une des rares sections souterraines du réseau, sur la ligne 4, qui dessert la gare de Turin-Stura.

### Lignes
Lignes régulières (dont ligne Sassi-Superga) :
- 3 Corso Tortona - Piazzale Vallette (9,35 km)
- 4 Strada del Drosso - Via delle Querce (17,8 km)
- 9 Piazza Stampalia - Corso Massimo D'Azeglio (9,4 km)
- 10 Piazza Statuto - Corso Settembrini / Piazza Caio Mario (9,3 km)
- 13 Piazza Campanella - Piazza Gran Madre (6,7 km), en journée et en semaine uniquement
- 15 Via Brissogne - Piazza Coriolano (11,5 km)
- 16 cs Piazza Sabotino (Circolare sinistra ; sens anti-horaire) (12 km)
- 16 cd Piazza Sabotino (Circolare destra ; sens horaire) (12 km)
- 79 tramway Sassi-Superga (3,1 km)

Lignes événementielles :
- 7 Piazza Castello (ligne circulaire historique) (6,9 km)
- 9/ Piazza Bernini - Juventus Stadium (5,5 km), les jours de matches

## Exploitation

### Remisage et entretien
Le remisage et l'entretien des tramways sont assurés grâce à quatre dépôts ou stabilimenti (établissements), plus celui de la ligne Sassi-Superga, chacun est mixte tramway et bus.
- Le dépôt de Tortona-Manin accueille l'atelier central des tramways et héberge tout ou partie des lignes 3, 4, 9 et 15 ainsi que le matériel historique de la ligne 7 ;
- Le dépôt de Sassi est dédié au tramway Sassi-Superga ;
- Le dépôt Nizza héberge tout ou partie des lignes 4, 9, et 10 ;
- Le dépôt San Paolo héberge tout ou partie des lignes 15 et 16 et s'occupe des installations fixes du réseau ;
- Le dépôt de Venaria accueille l'atelier secondaire des tramways et héberge tout ou partie des lignes 3, 4, 10 et 13.

### Matériel roulant

#### Matériel en service

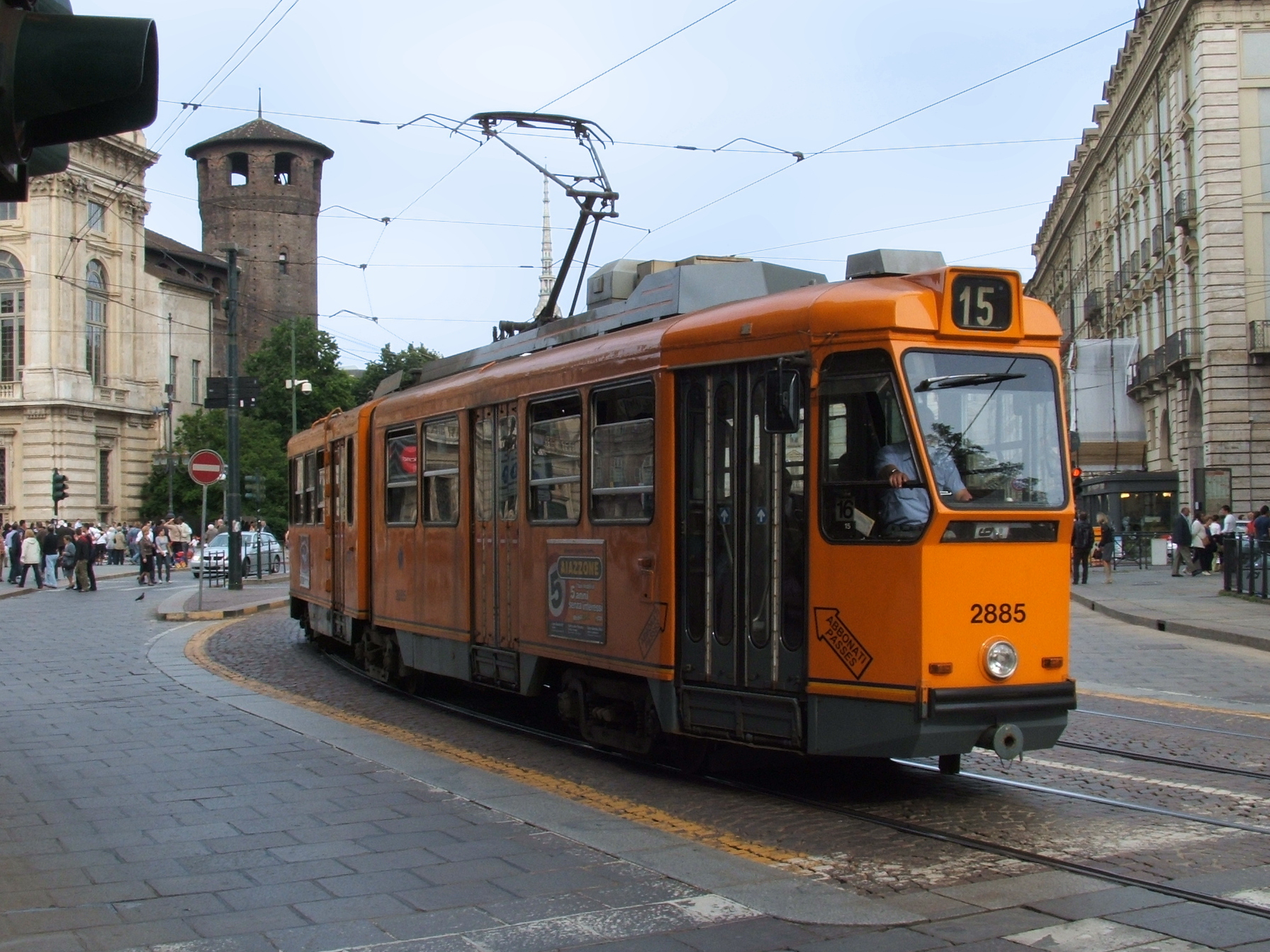
Rame de la série 2800 (2e sous-série).

Le parc de tramway turinois utilise uniquement des tramways articulés. Certains sont issues de séries construites entre les années 1960 et 1990 par la reconstruction de tramways à caisse unique datant des années trente. Entre 1983 et 2013, le parc compta la série 7000 commandée pour les cinq lignes de métro léger prévues par la réforme de 1982 et partiellement réalisé avec la ligne 3, puis ont progressivement mises de côté puis démolies. Les véhicules les plus modernes ont été achetés au cours de la première décennie du XXIe siècle.
En novembre 2018, un appel d'offres pour l'achat de 70 rames, dont 30 fermes et 40 en option, a été lancé afin de remplacer la vieillissante série 2800. Remporté par Hitachi Rail Italy (ex AnsaldoBreda), la première rame de la série 8000 a été livrée le 11 février 2022 ; monodirectionnelles et longues de 28 mètres. Elles seront utilisés à l'avenir sur les lignes 3, 9 et 10.
| Série                      | Nombre | Année de construction        | Constructeur                        | Notes |
| -------------------------- | ------ | ---------------------------- | ----------------------------------- | --- |
| Série 2800 I               | 43     | 1958-1960                    | Stanga, Moncenisio, SEAC            | Reconstruction de motrices à 2 caisses et 3 bogies par l'union de 2 motrices séries 2100/2200 des années 1930 |
| Série 2800 II              | 44     | 1982                         | SEAC/Stanga/Tecnomasio              | Reconstruction de motrices à 2 caisses et 3 bogies par l'union de 2 motrices de la série 2500 des années 1930 |
| Fiat Série 5000            | 53     | 1989-1992                    | Fiat Ferroviaria Stanga/Ansaldo     | Motrices à 2 caisses et 3 bogies à plancher surbaissé                                                         |
| Firema 5500                | 1      | 1989                         | Firema/Ansaldo                      | Motrices à 2 caisses et 3 bogies à plancher surbaissé                                                         |
| Fiat Cityway I Série 6000  | 6      | 2001                         | Fiat Ferroviaria                    | Rames monodirectionnelles Fiat Cityway I à 7 caisses à plancher surbaissé                                     |
| Fiat Cityway II Série 6000 | 49     | 2001-2003                    | Fiat Ferroviaria/Alstom             | Rames bidirectionnelles Fiat Cityway II à 7 caisses à plancher surbaissé.                                     |
| Série 7000                 | 49     | 2001-2003                    | Fiat Ferroviaria, AEG, Ansaldo      | Rames bidirectionnelles à 2 caisses à plancher surbaissé                                                      |
| AnsaldoBreda Série 8000    | 70     | 2022 (en cours de livraison) | Hitachi Rail Italy (ex AnsaldoBreda | Rames monodirectionnelles AnsaldoBreda Sirio à 5 caisses.                                                     |

Le parc turinois est complété par des véhicules de service et par un grand nombre de matériel roulant d'intérêt historique préservé par GTT en collaboration avec l'Associazione Torinese Tram Storici (ATTS). Certaines rames circulent également dans la livrée historique aux deux tons de vert (unités 2807, 2815, 2848, 2852 et 2855) ou ont été équipés d’équipements spéciaux (motrice 2841 "Ristocolor", 2823 "Gustotram", 3179 "Tram Teatro").

#### Ancien matériel roulant

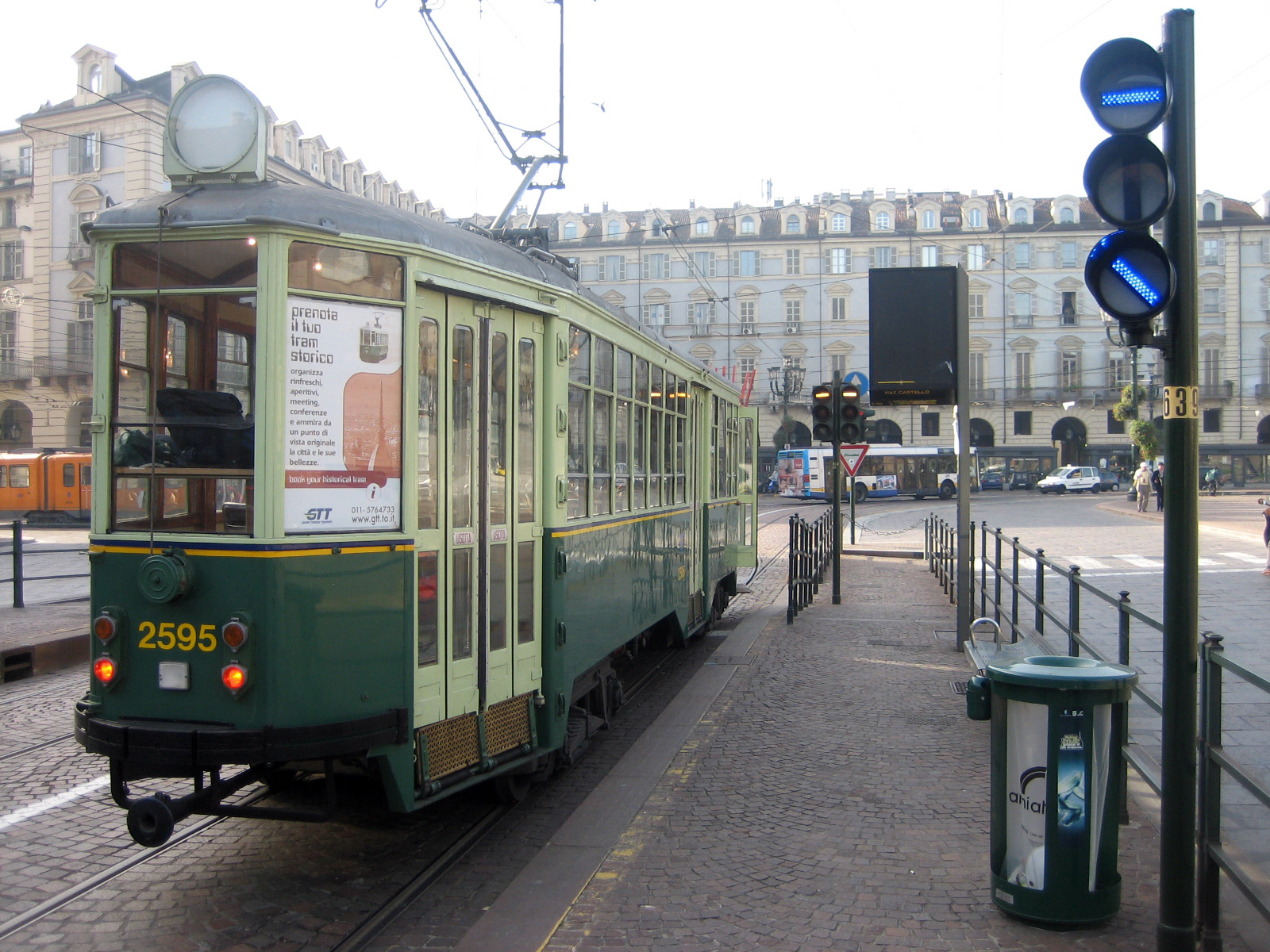
La motrice 2595, devenue véhicule de collection.

Le parc de tramways réformé est très hétérogène, principalement constitué de matériel issu d'entreprises piémontaises et soumis à d'importantes reconstructions, dont les plus importantes ont eu lieu en 1927, 1945 (après les dégâts de la guerre) et en 1977.
| Série                           | Nombre | Année de construction | Constructeur                                    | Notes |
| ------------------------------- | ------ | --------------------- | ----------------------------------------------- | --- |
| 1-90                            | 90     | 1897-1902             | Savigliano, Diatto, Edison, MAN, Siemens        | Ex SAEAI, 39, 40, 44 et 50 vendues au réseau de Vérone ; 45, vendue à la STEP, reconstruite en 1927.                                                |
| 71-80 (II)                      | 10     | 1900                  |                                                 | Remorques transformées. |
| 81-100                          | 20     | 1908                  | MAN                                             | En partie issues de remorques reconstruites, motrices reconstruites en 1927.                                                                        |
| 101-150                         | 50     | 1910-1912             | Diatto                                          | La no 116 a été conservée. |
| 176-200                         | 25     | 1912                  | Savigliano                                      | |
| 201-230                         | 30     | 1912                  | Savigliano, Bauchiero                           | La no 209 a été conservée. |
| 231-435                         | 205    | 1898                  | Savigliano, Grondona, Miani e Silvestri, Diatto | |
| 436-500                         | 64     | 1911-1912             | Diatto, Nivelles                                | |
| 501-506                         | 6      | 1923-1924             | Ansaldo                                         | La no 502 a été conservée. |
| 520-579                         | 78     | 1925-1926             | Fiat Ferroviaria, Moncenisio, Diatto            | Les motrices non reconstruites et unidirectionnelles ont été renommés 582-599                                                                       |
| 601-625                         | 25     | 1927                  | ATM de Turin                                    | La no 614 a été conservée et est en restauration.                                                                                                   |
| 626-685                         | 60     | 1936                  | ATM de Turin                                    | En 1951-1959, la mécanique a été utilisée pour former la série 2700                                                                                 |
| 701-720                         | 20     | 1925                  | ATM de Turin                                    | Reconstruction d'autant de remorques et d'électromotrices de la série 761-830 ; en 1951-1959, la mécanique a été utilisée pour former la série 2700 |
| 1501-1505                       | 5      | 1928                  | ATM de Turin                                    | Renuméroté par la suite 2001-2005, puis 626-685 |
| 2001-2002; 2021-2063            | 45     | 1928-1931             | ATM de Turin                                    | 2001-2002 renumérotées 2064-2065 |
| 2100-2106; 2111-2180; 2201-2240 | 117    | 1933-1934             | ATM de Turin                                    | En 1959, elles sont utilisées pour former la première série de rames articulées 2800                                                                |
| 2500-2574                       | 75     | 1932                  | Fiat Ferroviaria                                | En 1980, elles sont utilisées pour former la seconde série de rames articulées 2800                                                                 |
| 2575-2599                       | 25     | 1933                  | Fiat Ferroviaria                                | Les nos 2592, 2595 et 2598 sont conservées |
| 2700-2771                       | 72     | 1951-1959             | Savigliano                                      | La no 2759 est conservée. |
| 3001-3006                       | 6      | 1942-1943             | ATM de Turin, SEAC                              | Reconstruites comme rames 3225-3229 |
| 3100-3229                       | 130    | 1949-1958             | SEAC                                            | Obtenues par la reconstruction de la série précédente ; les nos 3104 et 3203 sont conservées                                                        |
| 3250-3279                       | 30     | 1958                  | SEAC                                            | La no 3279 est conservée |
| 3501                            | 1      | 1948                  | ATM de Turin                                    | Conservée |
| 7000-7050                       | 51     | 1983-1987             | Fiat Ferroviaria, Stanga                        | Utilisé sur les lignes 3 et 9 ; toutes radiées et démolies après 2013                                                                               |

### Conduite et signalisation
La conduite sur les lignes se fait en « conduite à vue », on n'y trouve que des panneaux de limitation de vitesse, des signaux de protection d'itinéraires et des signaux protégeant le franchissement des carrefours.
En termes de signalisation lumineuse, on peut distinguer deux signaux :
- ceux de protection des carrefours[13], commun aux tramway, bus et taxis dans le cas de l'existence de vois réservées : l'arrêt (feu rouge) est représenté par une barre horizontale blanche, le feu orange est représenté par un triangle orange pointant vers le haut dont la durée d'allumage est supérieure à celle d'un feu classique et la voie libre (feu vert) est représentée par une barre blanche verticale ou oblique vers la gauche ou la droite selon la direction possible.
- ceux de protection d'itinéraire, pour les aiguillages à commande radio[14] : la barre horizontale bleue (en haut) indique quand elle est allumée que l'aiguillage est verrouillé dans la position enregistrée par la boucle de détection et franchissable par le convoi, la barre verticale bleue (au milieu) indique que l'aiguillage est en position normale et la barre oblique vers la gauche ou la droite (en bas) selon la configuration indique que l'appareil est en position déviée. Si aucun des feux du milieu ou du bas est allumé, l'aiguillage est en dérangement.

## Projets

Le tracé proposé pour la future ligne 12.

En 2022, la création de la nouvelle ligne de tramway 12 est annoncée, qui remplacera la ligne de bus 12 et reliera le Juventus Stadium au nord au secteur du Corso Lepanto au sud, avec une correspondance à la gare de Turin-Porta-Nuova.
Grâce à cette ligne, le tunnel ferroviaire abandonné avec la création du nouveau tunnel de liaison Turin-Cérès, et l'ancienne tranchée ferroviaire qui passe sous la Piazza Baldissera jusqu'à la gare de Turin-Porta-Milano au Corso Giulio Cesare seront réutilisés.